# Dalok.hu
A Dalok.hu egy magyar nonprofit online zenebolt, ami magyar zeneszámok árusítására jött létre. Az oldalt a Magyar Zeneművészek és Táncművészek Szakszervezete 2006-ban alapította. A weboldalnak elkészítették az angol nyelvű változatát is. A dalokat másolásvédelem nélkül lehet letölteni MP3 és FLAC formátumokban. A zenészek a számeladásokból befolyó összeg 50-80%-át megkapják.